# Nilton Mendes
Nilton Pereira Mendes (Governador Valadares, 7 de janeiro de 1976 — Qarağandı, 18 de setembro de 2006), conhecido como Nilton Mendes ou apenas Mendes, foi um futebolista brasileiro que atuou como atacante.

## Carreira
Embora tivesse defendido o Atlético Mineiro e a Inter de Limeira nas categorias de base, Nilton nunca atuou profissionalmente no futebol brasileiro, fazendo sua carreira em clubes da Rússia (Zhemchuzhina-Sochi) e do Cazaquistão. Neste último, defendeu Irtysh Pavlodar, Zhenis Astana (atual Astana-1964) e Shakhter Karagandy.
Pelo Irtysh, foi campeão nacional em 1999 e venceu ainda 2 edições da Copa do Cazaquistão pelo Zhenis Astana, além de ter sido artilheiro do Campeonato Cazaque de 2000 com 21 gols e ser eleito o melhor futebolista estrangeiro da competição em 2002. Até seu falecimento, Nilton jogou 200 partidas pela Super Liga e fez 79 gols.

## Morte
Em 18 de setembro de 2006, durante um treinamento do Shakhter Karagandy, ele queixou-se de dores no peito e, com a pressão muito alta, foi conduzido de ambulância ao hospital mais próximo. Porém, sofreu uma parada cardíaca e acabou morrendo, aos 30 anos. A morte de Nilton surpreendeu o presidente do Shakhter, que afirmou que o atacante estava bem antes do treino e que o incidente foi "inesperado".
Casado com Elisangela Mendes, deixou um filho, Patrick (que na época tinha 5 anos de idade). Em homenagem ao atacante, uma rua no bairro Jardim Campo Verde I, em Limeira, recebeu seu nome.

## Títulos
Irtysh Pavlodar
- Super Liga do Cazaquistão: 1999

Zhenis Astana
- Copa do Cazaquistão: 2002, 2005

### Individuais
- Artilheiro da Super Liga do Cazaquistão de 2000 (21 gols)
- Melhor jogador estrangeiro da Super Liga do Cazaquistão: 2002